# Body Art (roman)
Pour les articles homonymes, voir Body Art.
Body Art (titre original :The Body Artist) est un roman court de l'écrivain américain Don DeLillo, publié en 2001.

## Résumé
Lauren Hartke et son mari réalisateur, Rey Robles, occupent une maison isolée dans les environs de New York. Ils échangent quelques mots au petit-déjeuner avant que Rey ne parte faire un tour en voiture. Plus tard dans la matinée, Rey est retrouvé mort d'une blessure par balle qu'il s'est lui-même infligée dans l'appartement de sa première femme à Manhattan. Une notice nécrologique détaillant les détails souvent ambigus de la vie de Rey s'ensuit, ainsi que ses antécédents de dépression et le fait que Lauren était la troisième épouse de Rey.
Lauren, endeuillée, reste seule dans la maison contre l'avis de ses amis et de sa famille. Elle se déconnecte du monde temporel et de son propre corps, et éprouve de fréquentes et inexplicables sensations de déjà-vu. Lauren passe les heures, les jours et les semaines qui suivent à explorer cette déconnexion. Elle pratique son « bodywork » caractéristique - des techniques d’assouplissement et d'étirement qu'elle a développées pour préparer son corps en vue de performances artistiques. Lauren intègre également une série de rituels quotidiens, comme couper du bois et regarder pendant des heures la vidéo d'une route de Kotka, en Finlande, filmée par une webcam.
Un matin, Lauren entend un bruit provenant de l'étage supérieur de la maison. Elle monte à l'étage pour enquêter mais ne trouve personne. Le lendemain, Lauren monte à nouveau à l'étage. Cette fois, elle trouve un jeune homme assis dans l'une des chambres. Son apparence varie étrangement à chaque fois que Lauren le voit. Ce personnage sans âge, que Lauren surnomme M. Tuttle, n'est pas clair sur ses origines ; il ne s'exprime que par fragments qui font écho à des conversations passées entre Lauren et Rey avant le suicide de ce dernier. Ces échos sont si insolites qu'ils incluent des gestes et des intonations, ce qui conduit Lauren à le faire entrer dans la maison, à lui donner un bain et à l'emmener faire des courses, tout en essayant de lui soutirer la source de ses « souvenirs », c'est-à-dire les conversations entre Lauren et son défunt mari.
Lauren apprivoise progressivement cette présence intruse de M. Tuttle dans sa maison, tout en poursuivant son art corporel, détaillé par sa pratique de postures expressives parfois quotidiennes qui révèlent aussi comment elle dépasse ou sublime la perte profonde de son mari. Parce qu’il a ce don de canaliser les paroles de Rey, Lauren commence à percevoir M. Tuttle comme un avatar de son défunt mari. M. Tuttle répète notamment la dernière conversation entre Lauren et Rey avant qu’il ne quitte définitivement sa femme pour se rendre à Manhattan et s’y suicider. Peu après, M. Tuttle disparaît.
Lauren donne à Boston une création intitulée « Body Time, » inspirée de son travail de deuil, qu’elle présente sur scène pendant soixante-quinze minutes. Un article de Mariella, l'amie de Lauren, établit que cette dernière a adopté, en tant que body artist, une performance qui inclut sa « transformation » en une figure masculinisée de M. Tuttle. De retour dans la maison de location, après trois représentations de son spectacle, Lauren continue à faire son deuil.

## Adaptation cinématographique
Le roman a été adapté en 2016 sous le titre À jamais par Benoît Jacquot, avec Mathieu Amalric et Jeanne Balibar.